# Chelipoda ulrichi
Chelipoda ulrichi är en tvåvingeart som beskrevs av Yang, Yang och Hu 2002. Chelipoda ulrichi ingår i släktet Chelipoda och familjen dansflugor. Inga underarter finns listade i Catalogue of Life.